# 呉市立宮原中学校
呉市立宮原中学校（くれしりつ みやはらちゅうがっこう）は、広島県呉市船見町に存在する公立中学校である。

## 沿革

### 開校以後
- 1947年(昭和22年)
  - 4月1日 - 呉市立宮原中学校が開校。
- 1949年(昭和24年)
  - 9月15日 - 同校が現在地に移転。

## 学区

### 通学区域
特別な事情がない限り、以下の小学校に在籍していた児童総員が同校に進学することとなっている。
- 呉市立坪内小学校の学区
  - 宮原八丁目
  - 宮原九丁目
  - 宮原十丁目
  - 宮原十一丁目
  - 宮原十二丁目
  - 宮原十三丁目
  - 船見町
  - 坪ノ内町
  - 警固屋一丁目の一部[注 1]
  - 昭和町の一部[注 2]
- 呉市立宮原小学校の学区
  - 宮原一丁目
  - 宮原二丁目
  - 宮原三丁目
  - 宮原四丁目
  - 宮原五丁目
  - 宮原六丁目
  - 宮原七丁目
  - 神原町
  - 室瀬町
  - 青山町の一部[注 3]
  - 幸町の一部[注 4]
  - 昭和町の一部[注 5]